# Erich Schmid
Erich Schmid (Bruck an der Mur, 4 de maio de 1896 — Viena, 22 de outubro de 1983) foi um físico austríaco, conhecido por seu trabalho sobre mecânica dos cristais.
Schmid estudou física e matemática na Universidade de Viena, obteve um doutorado sob orientação de Felix Ehrenhaft e foi depois assistente de Ludwig Flamm. Em 1951 recebeu um chamado da Universidade de Viena, onde permaneceu até tornar-se professor emérito em 1967.
É epônimo da lei da tensão cisalhante de Schmid. Em 1935 publicou em co-autoria com Walter Boas o livro-texto Kristallplastizität mit besonderer Berücksichtigung der Metalle. A Academia Austríaca de Ciências concedeu a Schmid o Prêmio Erwin Schrödinger de 1960 pelo conjunto de sua obra. Em 1971 recebeu o Anel de Honra da Cidade de Viena.
Em sua cidade natal Bruck an der Mur existe uma rua denominada em sua memória.